# Daniel Leo
Daniel "Danny the Lion" Leo, född 16 januari 1941 i East Harlem i New York, är en amerikansk gangster som sedan början av 2006 är boss i familjen Genovese, den största av New Yorks Fem familjer. Mellan 2007 och 2013 satt han fängslad.